# Shona Heath

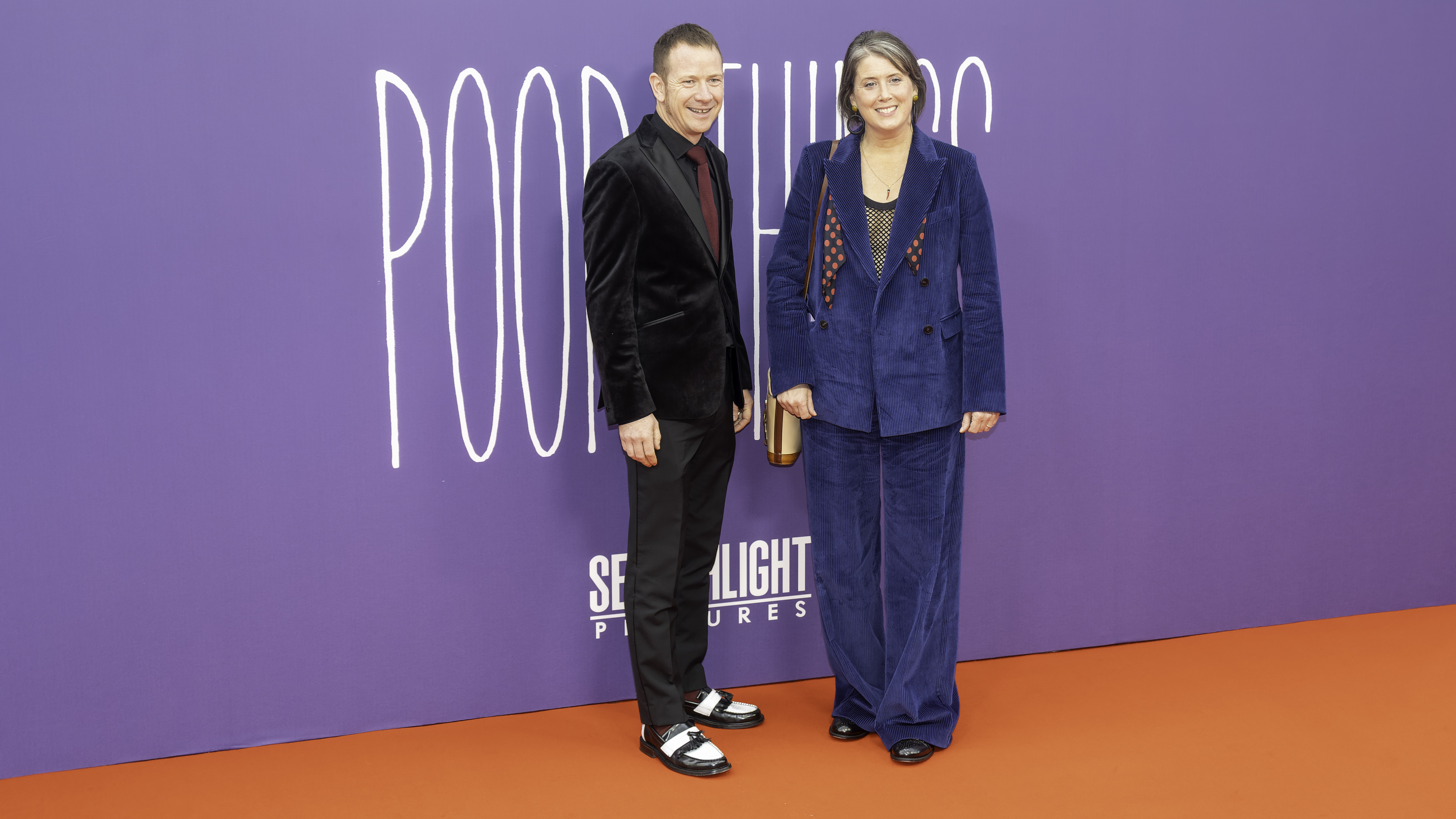
James Price und Shona Heath (2023)

Shona Heath (* 1974) ist eine britische Szenenbildnerin und Art Director. Bekannt wurde sie vor allem durch die langjährige Zusammenarbeit mit Fotograf Tim Walker, für den sie die Kulissen seiner Fotoshootings erstellt. 2023 schuf sie das Szenenbild für den Spielfilm Poor Things, was ihr einen Oscar einbrachte.

## Leben
Die 1974 geborene Heath entdeckte bereits als Jugendliche ihr Interesse an der Kunst. Buchillustrationen von Arthur Rackham oder Kit Williams (Masquerade) und Werke surrealistischer Künstler wie Salvador Dalí, Dorothea Tanning, Max Ernst und Yves Tanguy sollten später Heaths Designs beeinflussen. Sie studierte bis 1997 Modedesign an der University of Brighton.
Seit 1999 arbeitet Heath an Set-Produktionen für Werbekampagnen von Luxusmarken wie Louis Vuitton, Hermès, Miu Miu, Christian Dior, Lanvin und Prada. Sie entwarf Kulissen für Editorials in Zeitschriften wie der britischen, amerikanischen und italienischen Vogue, dem W Magazine, AnOther, Dazed & Confused und Harper’s Bazaar. Heath kooperierte dabei mit Fotografen wie Tim Walker, Paolo Roversi und Tim Gutt.
Insbesondere mit Tim Walker verbindet Heath eine langjährige Zusammenarbeit. Im Jahr 2019 kuratierte Heath eine Ausstellung über Walker mit 300 Exponaten, die von September 2019 bis März 2020 im Victoria and Albert Museum präsentiert wurde.
Daneben entwarf Heath auch Schallplattencover für Künstler wie Ilya, Tori Amos und Goldfrapp, Verpackungen für Unternehmen wie Anne Taylor, T-Shirts für Clements Ribeiro, und verantwortete die Schaufensterdekorationen für Dior oder den Flagship-Store der Modemarke Topshop in der Oxford Street.
Heath arbeitete seit 2010 auch am Szenen- und Kostümbild kleinerer Filmprojekte. 2023 engagierte Regisseur Giorgos Lanthimos Heath und James Price für das Szenenbild seiner Fantasy-Komödie Poor Things. Diese Arbeit brachte ihnen gemeinsam mit der ungarischen Setdekorateurin Zsuzsa Mihalek unter anderem den Oscar und britischen BAFTA Award ein.
Heath ist verheiratet und hat einen Sohn; die Familie lebt in London.

## Filmografie (Auswahl)
- 2010: The Lost Explorer (Kurzfilm)
- 2016: The Magic Paintbrush (Kurzfilm)
- 2020: Follow us to Lavenderland
- 2022: Eye Ear You (Kurzfilm)
- 2023: Poor Things